# مكاتب البريد الألمانية في المغرب

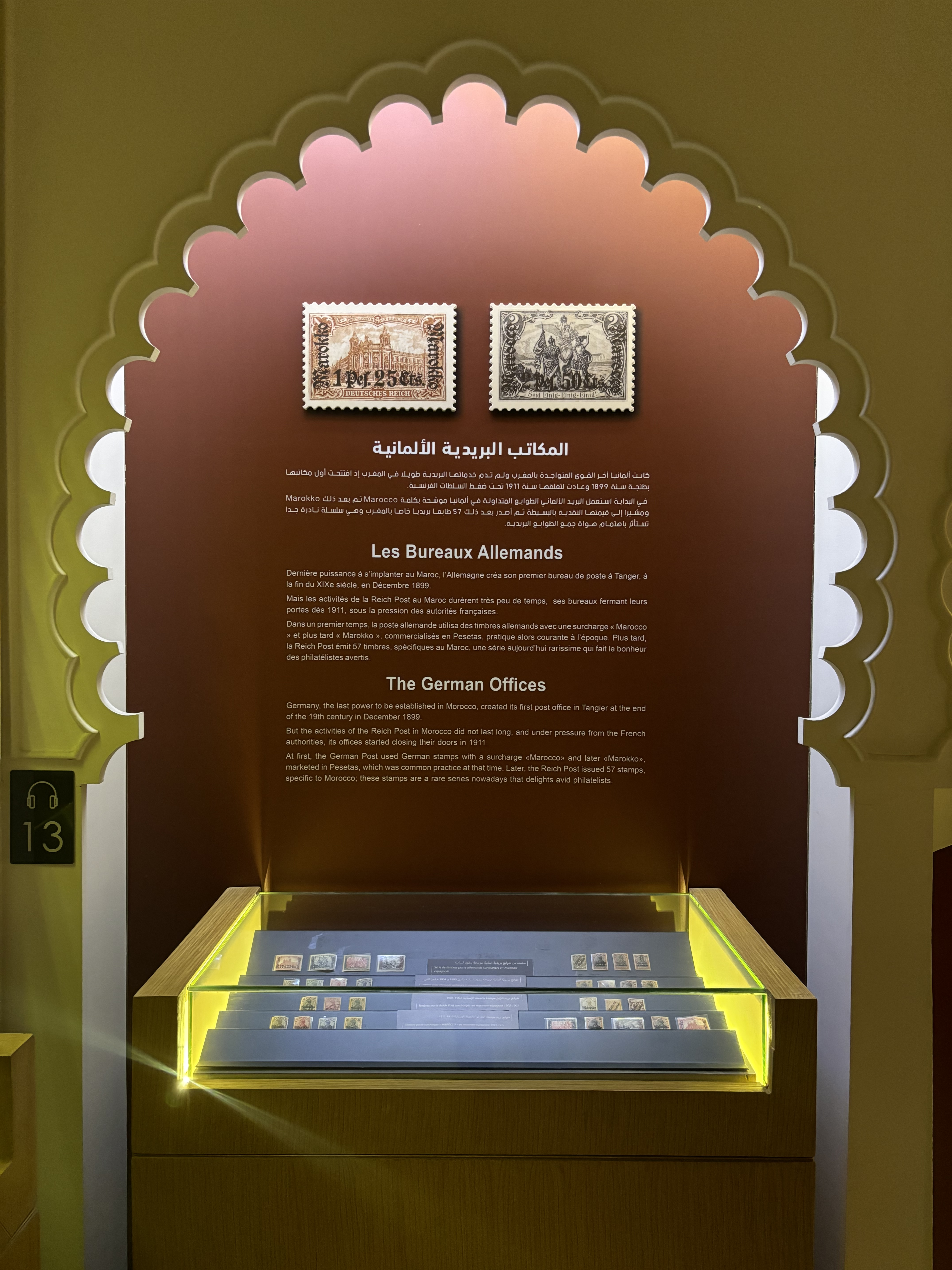
معرض عن مكاتب البريد الألمانية في متحف بريد المغرب.

كانت مكاتب البريد الألمانية في الخارج شبكة من مكاتب البريد في دول أجنبية أنشأتها ألمانيا لتوفير خدمات البريد في الأماكن التي تعتبر فيها الخدمات المحلية غير آمنة أو غير موثوقة. تم إنشاؤها عمومًا في مدن ذات اهتمام تجاري ألماني. في الاستخدام المبكر، يمكن تحديد استخدام هذه الطوابع البريدية في الخارج فقط من خلال ختم الإلغاء؛ وتُعرف هذه الطوابع باسم طوابع "فورلويفر" (الطوابع الرائدة). الطوابع اللاحقة تم التعرف عليها من خلال الطباعة الإضافية حتى عندما لم تُستخدم بريدياً. بدأت طوابع البريد الألمانية في الخارج بالظهور في أواخر القرن التاسع عشر وبلغت ذروتها في بداية القرن العشرين؛ وتم إغلاقها خلال أو بعد فترة وجيزة من الحرب العالمية الأولى.
لم يكن من غير المألوف أن تحتفظ الدول بمثل هذه المكاتب؛ فقد قامت كل من النمسا-المجر، والصين، وفرنسا، واليونان، وإيطاليا، ورومانيا، وروسيا، والمملكة المتحدة، والولايات المتحدة بذلك. في أواخر القرن التاسع عشر وبداية القرن العشرين، كان وجود مكاتب بريد خارج الحدود الإقليمية إحدى علامات قوة الدولة على الساحة الدولية.
الطوابع الصادرة عن مكاتب البريد الألمانية في الخارج تحظى بشعبية بين هواة جمع الطوابع، وبعضها ذو قيمة عالية. في مزاد عُقد عام 2006، بيعت طابع بقيمة 40 فينيغ من فئة "جيرمانيا" يحمل ختمًا يدويًا بكلمة "الصين" (إصدار تيانجين) من عام 1900 بمبلغ 100,152 يورو. 

## مكاتب البريد الألمانية في المغرب

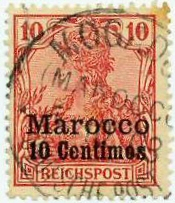
المغرب 1900

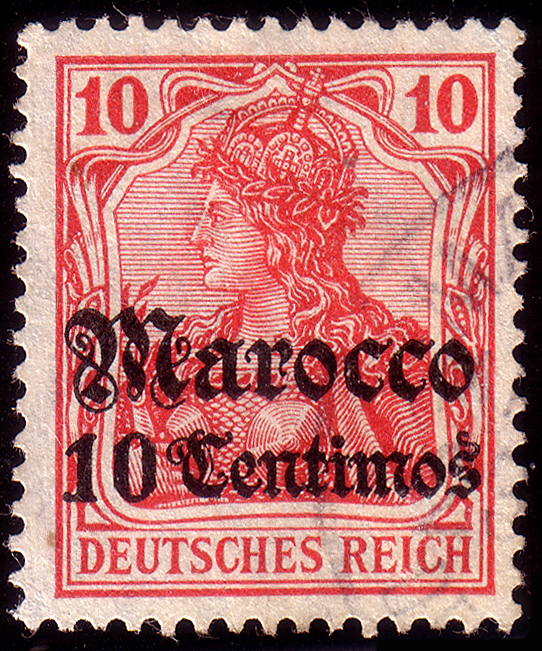
المغرب 1905

بدأت مكاتب البريد الألمانية في المغرب (بالألمانية: Deutsche Post in Marokko) عملها في عام 1899. كانت الطوابع الألمانية العادية تُستخدم مع طباعة إضافية، وبعد الإصدار الأول تم تغيير القيمة إلى البيزيتا والسنتيم. أُغلقت مكاتب البريد الألمانية في المغرب الخاضع للسيطرة الفرنسية في عام 1914، وفي المغرب الخاضع للسيطرة الإسبانية وفي طنجة في عام 1919.
كانت مكاتب البريد موجودة في هذه المدن (كما يظهر في أختام الإلغاء):
- الرقابة الدولية:
  - طنجة
- السيطرة الاسبانية
  - القصر الكبير
  - أرسيلا
  - العرائش
  - تطوان
- السيطرة الفرنسية:
  - أزمور
  - الدار البيضاء
  - فاس
  - فاس-الملاح
  - مراكش
  - مازاغان
  - مكناس
  - موغادور
  - الرباط
  - آسفي

## وصلات خارجية
- Michel-Katalog Deutschland Spezial. Schwaneberger Verlag GmbH. 1997. ISBN:3-87858-129-7. اطلع عليه بتاريخ 2008-12-06.